# Open arms
Open arms is een lied geschreven door Steve Perry en Jonathan Cain. Zij maakten toen deel uit van Journey. Die band kreeg er een Amerikaanse hit mee, maar werd wat dat betreft op de voet gevolgd door een versie van Mariah Carey. Andere artiesten die het gezongen hebben zijn Celine Dion (2010 in haar Las Vegas-concerten), Britney Spears (Baby One More Time-tournee). Het nummer genoot enige tijd bekendheid doordat het steeds bij talentenshows werd gezongen (American Idols en Amerikaanse X-Factor).

## Journey
De geschiedenis van dit lied voert terug op Jonathan Cains tijd bij de Britse muziekgroep The Babys. Hij diende het in voor opname, maar zanger John Waite vond het "sentimentele troep". Het bleef enige tijd op de plank liggen totdat Cain was verhuisd naar Journey en Steve Perry wel bereid vond het na enige aanpassingen te zingen. Ze brachten het in voor de opnamen van studioalbum Escape, maar gitarist Neal Schon deelde de mening van Waite. Hij vond het Mary Poppinsmuziek. Het nummer week ook te veel af van de hardrockmuziek die Journey destijds speelde. Het scheelde weinig of het nummer sneuvelde wederom. Ook al omdat Cain hevig verkouden was terwijl hij de pianopartij opnam. Het verscheen toch en Journey speelde het tijdens concerten. Schon was stomverbaasd dat het nummer wel aansloeg bij het publiek.
Perry werd jaren later nog geëmotioneerd door het lied. Hij was toen bezig het livealbum/dvd Live in Houston 1981: The Escape Tour klaar te maken voor release en moest zijn tranen bedwingen bij tekstfragment "Wanting you near".

### Hitnotering
De Nederlandse Top 40, Nederlandse Mega Top 50, de Belgische BRT Top 30 en voorloper van de Vlaamse Ultratop 50 werden niet bereikt. Journey was vooral populair in Canada en de Verenigde Staten. In de Billboard Hot 100 stond het zes van een totaal van achttien weken op de tweede plaats. Het werd van de eerste plaats afgehouden door eerst Centerfold van de J. Geils Band en later door I Love Rock'n Roll van Joan Jett & the Blackhearts. Het was na Who's crying now en Don't Stop Believin' de derde succesvolle single van het Escape-album in de Amerikaanse hitlijst.

#### NPO Radio 2 Top 2000
Het lied deed er zestien jaar over om eenmalig de Top2000 te halen.
Open Arms stond alleen in 2015 in de NPO Radio 2 Top 2000, op plek 1818.

## Mariah Carey
Meer dan tien jaar later pikte Mariah Carey het lied op en nam het op onder leiding van muziekproducent Walter Afanasieff. Zijzelf was medeproducent. Dat zij nu juist dat nummer opnam is niet vreemd. De drummer van Journey Steve Smith speelde mee op de eerste muziekalbums van Carey en Randy Jackson, voor jaren haar bassist, had even bij Journey gespeeld toen Journey zonder bassist zat. Om het lied te promoten liet Carey een concerteditie filmen door Larry Jordan. Deze videoclip ging de hele wereld over en droeg bij tot het succes dat Carey had. Per land kwam er een singleversie uit, er waren steeds verschillende "B-kanten".

## Hitnotering
Opvallend is dat deze versie geen poot aan de grond kreeg in de Verenigde Staten en Canada. Het grootste succes werd geboekt in de UK Singles Chart met meer dan 100.000 verkochte exemplaren. Ze stond elf weken genoteerd met een piek op plaats 4. De Belgische BRT Top 30 en Vlaamse Ultratop 30 werden niet bereikt, maar wel de Waalse editie van die laatste lijst.

### Nederlandse Top 40
Alarmschijf
| Positie: | 25 | 19 | 17 | 22 | 35 | uit |

### NederlandseMega Top 50
| Positie: | 41 | 19 | 15 | 18 | 34 | 36 | 44 | uit |